# Kim Seong-jip
Kim Seong-jip (kor. 김성집; ur. 13 stycznia 1919 w Seulu, zm. 20 lutego 2016 tamże) – południowokoreański sztangista, dwukrotny medalista olimpijski i brązowy medalista mistrzostw świata.

## Kariera
Pierwszy sukces w karierze osiągnął w 1947 roku, kiedy podczas mistrzostw świata w Filadelfii zdobył brązowy medal w wadze średniej. W zawodach tych wyprzedzili go tylko dwaj reprezentanci USA: Stanley Stanczyk i Frank Spellman. Na rozgrywanych rok później igrzyskach olimpijskich w Londynie także zajął trzecie miejsce, zostając tym samym pierwszym południowokoreańskim medalistą olimpijskim. Uplasował się tam za Spellmanem i Peterem George’em z USA. Wynik ten powtórzył podczas igrzysk w Helsinkach w 1952 roku, tym razem ulegając tylko Peterowi George’owi i Gerry’emu Grattonowi z Kanady. Zdobył ponadto złoty medal w wadze lekkociężkiej na igrzyskach azjatyckich w Manilli w 1954 roku.

## Osiągnięcia
| Rok  | Zawody               | Miasto     | Miejsce | Kategoria    | Wynik    |
| ---- | -------------------- | ---------- | ------- | ------------ | -------- |
| 1947 | Mistrzostwa świata   | Filadelfia | 3       | waga średnia | 352,5 kg |
| 1948 | Igrzyska olimpijskie | Londyn     | 3       | waga średnia | 380 kg   |
| 1952 | Igrzyska olimpijskie | Helsinki   | 3       | waga średnia | 382,5 kg |